# 雷德西利亚德尔卡米诺
雷德西利亚德尔卡米诺，是西班牙卡斯蒂利亚-莱昂布尔戈斯省的一个市镇。总面积12平方公里，总人口148人（2001年），人口密度12人/平方公里。